# Thornton Heath
Thornton Heath è un'area del Sud di Londra facente parte del borgo di Croydon e della contea storica del Surrey.

È situata 11,6 km a sud del centro di Londra (Charing Cross). 
Nel 2011 contava 16 439 abitanti.